# Orion 8
Orion 8 var en planerad flygning som aldrig genomfördes, i det numera nedlagda Constellationprogrammet

## Färdplan
Farkosten skulle flyga obemannad och leverera förnödenheter till Internationella rymdstationen.